# Viktor Schubert
Viktor Schubert fue un deportista alemán que compitió en luge en la modalidad doble. Ganó dos medallas de plata en el Campeonato Europeo de Luge, en los años 1938 y 1939.

## Palmarés internacional
| Campeonato Europeo | Campeonato Europeo     | Campeonato Europeo | Campeonato Europeo |
| Año                | Lugar                  | Medalla            | Prueba             |
| ------------------ | ---------------------- | ------------------ | ------------------ |
| 1938               | Salzburg (Austria)     | Medalla de plata   | Doble              |
| 1939               | Reichenberg (Alemania) | Medalla de plata   | Doble              |